# Marcus Antonius Antyllus
Marcus Antonius, ismertebb nevén Antyllus, görögösen Antüllosz (Róma, i. e. 46 – ?, i. e. 30) Marcus Antonius és második felesége, Fulvia Antonia nagyobbik fia volt. Neve feltehetően a latin kicsinyítő képzős Antonillus alak torzulásából származik.

## Élete
Kr. e. 36-ban, még gyermekkorában eljegyezték Octavianus lányával, Juliával, megpecsételve a politikusok között Brundisiumban (Brindisi) helyreállt békét. A házasság azonban sosem jött létre: Antyllus apjával volt Alexandriában, és a szülők között hamarosan bekövetkezett a végleges szakítás. A Kr. e. 31-ben elszenvedett actiumi vereség után Antonius sietve nagykorúsította fiát, Kr. e. 30-ban ráadva a toga virilist, remélve, hogy halála után átveheti a helyét. Az ifjút békejavaslatokkal küldte Octavianushoz, azonban ő nem volt hajlandó tárgyalni. Antonius öngyilkossága után nem sokkal az egyedül maradt triumvir kivégeztette az ifjú Antyllust, mivel potenciális veszélyforrást jelentett hatalmára.
Fivére, Iullus Antonius életben maradt, és sokáig nagy kegyben állt Augustus császárnál.